# Карапетян, Аршак Гензрикович
Аршак Гензрикович Карапетян (арм. Արշակ Կարապետյան; род. 6 февраля 1967, Ереван) — военный (генерал-майор) и политик Армении, министр обороны Армении с 3 августа по 15 ноября 2021 года.

## Биография
С 1984 по 1989 год обучался в Калининградском высшем военно-морском училище, с 1994 по 1997 год обучался в Военной академии имени М. В. Фрунзе, которую окончил с золотой медалью. В 2006 году прослушал англоязычный курс по военному делу в Йоркском университете в Великобритании, в 2008 году прослушал курс в Военной академии Генерального штаба Вооружённых сил Российской Федерации, в 2011 году прослушал курс в Школе управления имени Джона Ф. Кеннеди в США.
Служил в вооружённых силах Армении с 1993 года по 2018 год, занимал такие должности как начальник разведывательного управления Генерального штаба, военный атташе при посольстве Армении в России.
С 2018 года по 2021 год был советником премьер-министра Никола Пашиняна. С 13 апреля по 20 июля 2021 года был первым заместителем начальника Генерального штаба вооружённых сил Армении. 20 июля 2021 года был назначен первым заместителем министра обороны, а 2 августа 2021 года был назначен министром обороны.
Был отправлен в отставку 15 ноября 2021 года после того как сообщил о полном контроле над границей с Азербайджаном, несмотря на то, что за день до этого азербайджанские силы перешли границу. После отставки он создал оппозиционное движение «Всеармянский фронт», которое рассматривает Россию в качестве главного стратегического союзника Армении и предлагает создание военного блока в составе России, Армении и Ирана.
В апреле 2024 года Карапетян объявил о планах создать партию «Всеармянский фронт», но министерство юстиции Армении отказалось ее зарегистрировать, ссылаясь на нарушения законодательства. Карапетяна обвинили в незаконном участии в предпринимательской деятельности, злоупотреблении должностными полномочиями и в злоупотреблении властью и 5 декабря 2024 года объявили в розыск. 30 декабря 2024 года его задержали в Москве по запросу Армении, но в тот же день он был освобождён под подписку о невыезде.